# 1755
1755 је била проста година.